# Гун Чжичао
Гун Чжичао (спрощ.: 龚智超; кит. трад.: 龔智超; піньїнь: Gōng Zhìchāo; нар. 3 травня 1977, повіт Аньхуа, провінція Хунань, КНР) — китайська бадмінтоністка, олімпійська чемпіонка, призерка чемпіонатів світу.

## Спортивні досягнення
Завоювала золоту олімпійську медаль на літніх Олімпійських іграх 2000 року в Сіднеї, здолавши у фінальному матчі данську спортсменку Каміллу Мартін (див. Бадмінтон на літніх Олімпійських іграх 2000).
Віце-чемпіонка першості світу 1997 року в Глазго. У фіналі поступилася індонезійці Сусі Сусанті. Третє місце на чемпіонаті світу 2001 року в Севільї. У півфіналі поступилася співвітчизниці, майбутній чемпіонці Гун Руйні.